# Otrhánky
Otrhánky (Hongaars: Eszterce) is een Slowaakse gemeente in de regio Trenčín, en maakt deel uit van het district Bánovce nad Bebravou.
Otrhánky telt 413 inwoners.